# Musée de Bamendjinda
Le musée de Bamendjinda, également connu sous le nom de case patrimoniale de Bamendjinda, est un musée communautaire. Il se situe à Bamendjinda, dans le département des Bamboutos, région de l'Ouest Cameroun.

## Histoire

### Débuts et projets
Fondé vers la fin du 17ème siècle par le chef Mbougong, le musée de Bamendjinda a pour thématique art, traditions et esclavage. Il voit le jour en 2009 par le biais de sa Majesté Jean Marie Tanefo.  Il plonge les visiteurs dans l'histoire du groupement Bamendjinda et l'esclavage dans sa diversité. En effet, ce musée retrace l'histoire de la traite des esclaves tout en établissant une différence entre l'esclavage coutumier et négrier.  Il est un lieu de mémoire qui documente les racines et l'héritage de la communauté Bamiléké, en abordant notamment l'histoire de l'esclavage

### Missions
Le musée a pour mission de préserver et de valoriser l'histoire et la culture du groupement Bamendjinda. Il vise également à informer et à sensibiliser sur la question de l'esclavage, notamment la traite négrière et ses conséquences. Cela contribue à la création d'une identité culturelle pour le territoire.
Celle-ci présente l'histoire de Bamendjinda, sa chefferie et ses traditions, tout en offrant une perspective sur l'esclavage dans ses différentes formes. Il contribue au devoir de mémoire lié à la traite négrière et à ses conséquences, et valorise la culture et le patrimoine de la communauté Bamendjinda.

## Administration

### Promoteur, tutelle et direction/gestion du musée
Rattachée au royaume, le musée est dirigé par le roi régnant. 

## Architecture et organisation de l'espace

### Architecture
L'architecture du musée de Bamendjinda se caractérise par les toits coniques et pyramidaux renvoyant aux symboles de justice, politesse et parole.

### Organisation de l'espace
Le musée est constitué de deux parties, la première ethnographie le peuple bamendjinda et la seconde expose les collections liées à l'esclavage.

## Aspects techniques, équipements et services

### Aspects techniques
Le musée bénéficie de l'accompagnement technique de la route des chefferies et des organisations internationale.

### Services
Le musée propose des services d'expositions immersives adapté aux enfants et adultes.

## Collections
Ce musée présente une collection de plus de 70 objets, 400 illustrations, des tableaux et décors qui incarnent la mémoire et la vitalité culturelle du "peuple des rusés", sous le règne de sa majesté Jean Marie Tanefo, 15e roi des Bamendjinda.

### Expositions permanentes
C'est un musée qui explore l'histoire de l'esclavage. L'exposition est structurée en deux parties : la première retrace l'histoire du groupement bamendjinda, tandis que la seconde aborde l'esclavage et la traite négrière dans leurs dimensions historiques et sociales, tant locales que mondiales.
Il présente une collection dédiée à l'histoire de la traite des esclaves, en abordant les spécificités de l'esclavage coutumier et de l'esclavage négrier. L'exposition inclut des documents historiques, des objets anciens et des témoignages qui illustrent cette période de l'histoire régionale. Le musée propose une approche immersive de cette thématique, permettant aux visiteurs de mieux comprendre le contexte historique. La collection est adaptée à un public diversifié, incluant les adultes et les enfants.

### Expositions temporaires
Le musée participe aussi à des expositions temporaires. En 2022, la chefferie emprunte les objets pour réaliser l'exposition « Sur la route des chefferies du Cameroun ».